# Amersfoortsche FC
De Amersfoortsche FC, ook bekend als Amersfoortsche Voetbalclub, is een voormalige voetbalclub uit de Nederlandse plaats Amersfoort. De club werd opgericht op 2 mei 1888 en binnen tien jaar later weer opgeheven. In het seizoen 1892/93 verloor de club de thuiswedstrijd tegen Go Ahead uit Wageningen met 10-0. Enkele maanden later verloor de Amersfoortsche FC een wedstrijd tegen Sparta met een historische uitslag: 17-0, mede door negen goals van Frans Kampschreur.
VV Amsvorde · VV APWC · CJVV · VV Cobu Boys · VV Hoogland · VV Hooglanderveen · HVC · KVVA · ASC Nieuwland · VV De Posthoorn · AFC Quick 1890 · VV VOP · VVZA

Voormalige clubs: Amersfoortsche FC · SC Amersfoort · 't Vijfde